# Muncelu Mic, Hunedoara
Muncelu Mic este un sat în comuna Vețel din județul Hunedoara, Transilvania, România.
Muncelu Mic este un sat de culme din Ținutul Pădurenilor, o fostă colonie minieră aflată în paragină. Timp de circa cinci decenii din exploatarea de minereuri neferoase de la Muncelu Mic s-au extras cupru, zinc, plumb, aur și argint. Mina s-a închis în anul 1998, după aproape o jumătate de secol de exploatare și o dată cu ea a scăzut dramatic și nivelul de trai al localnicilor, fapt care a contribuit la depopularea accelerată a zonei. În sat locuiau peste 200 de băștinași, la care se adăugau 1.000 de mineri aduși pentru exploatare. Acum sunt mai puțini de 100 de locuitori, iar trendul este unul descendent populația fiind îmbătrânită.

## Vezi și
- Biserica de lemn din Muncelu Mic

## Galerie foto

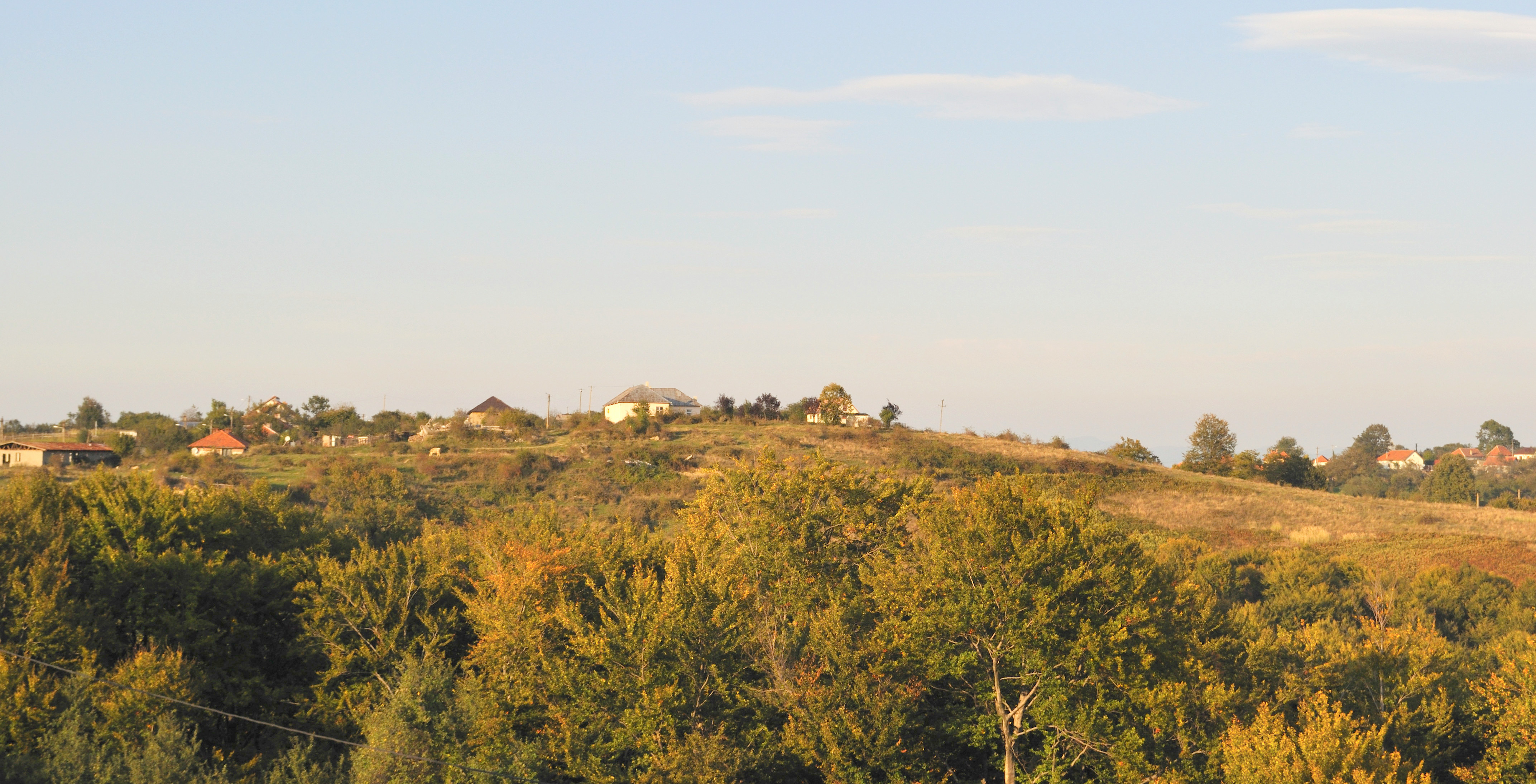
Panoramă
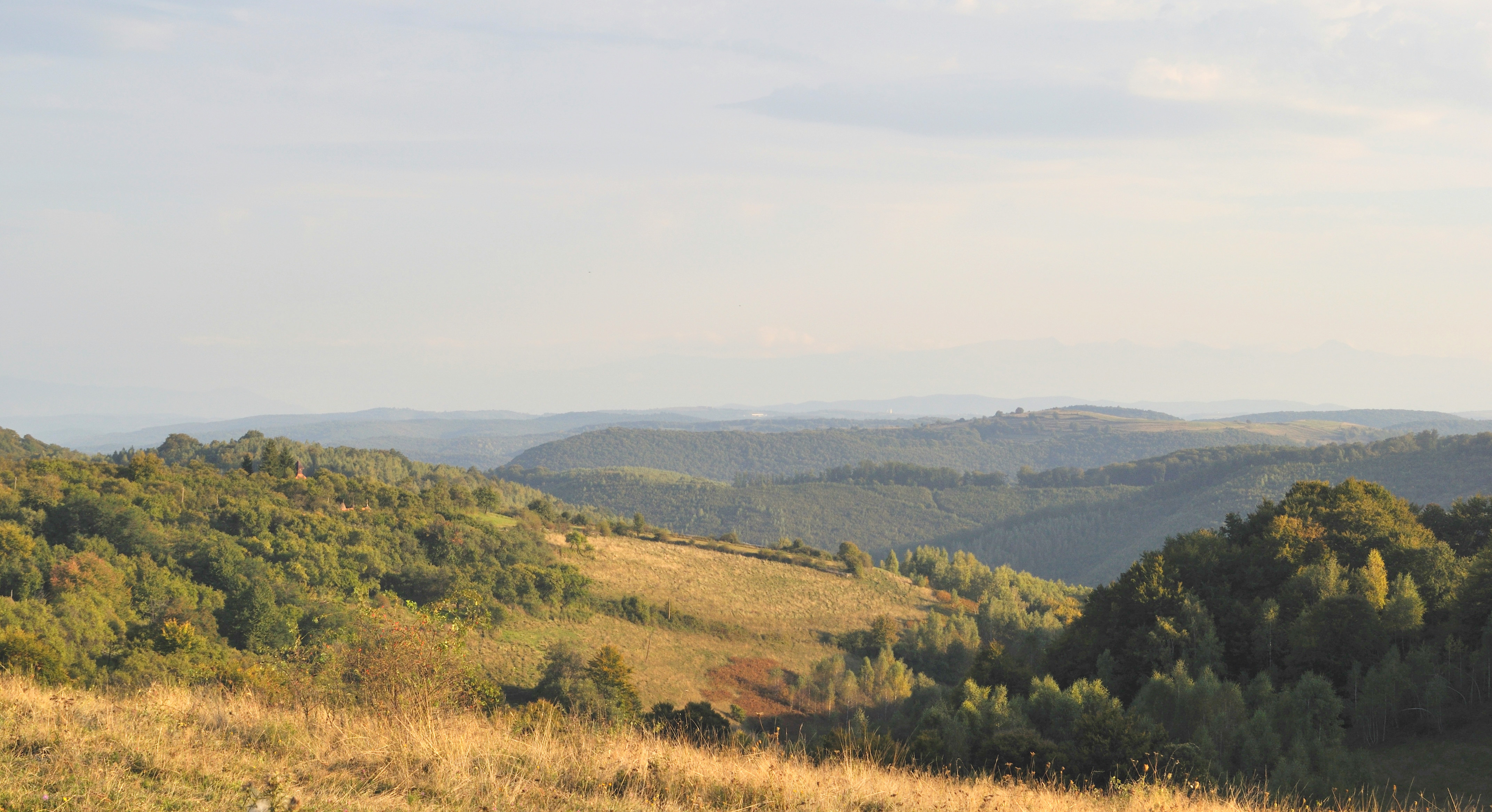
Panoramă
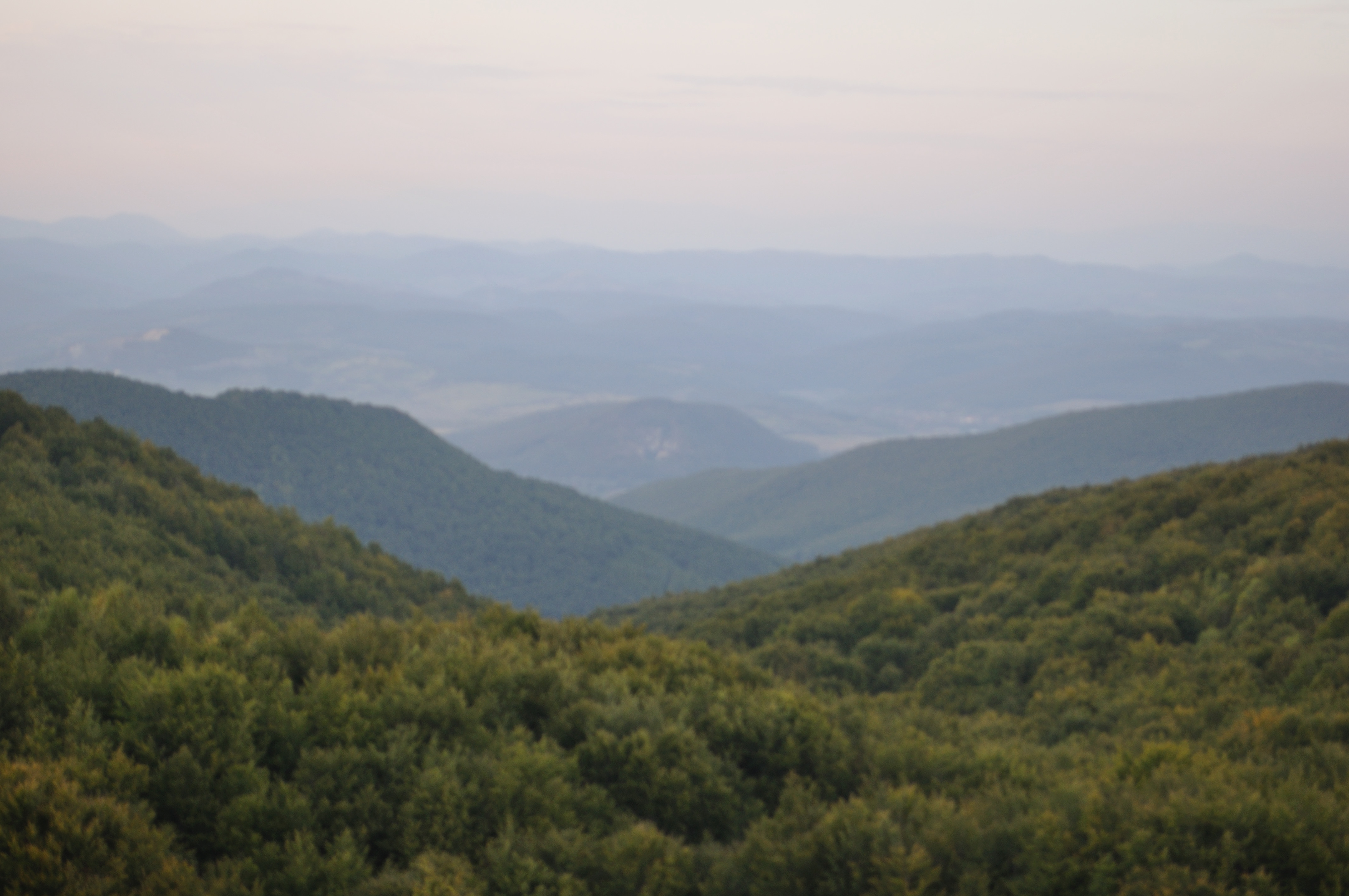
Panoramă

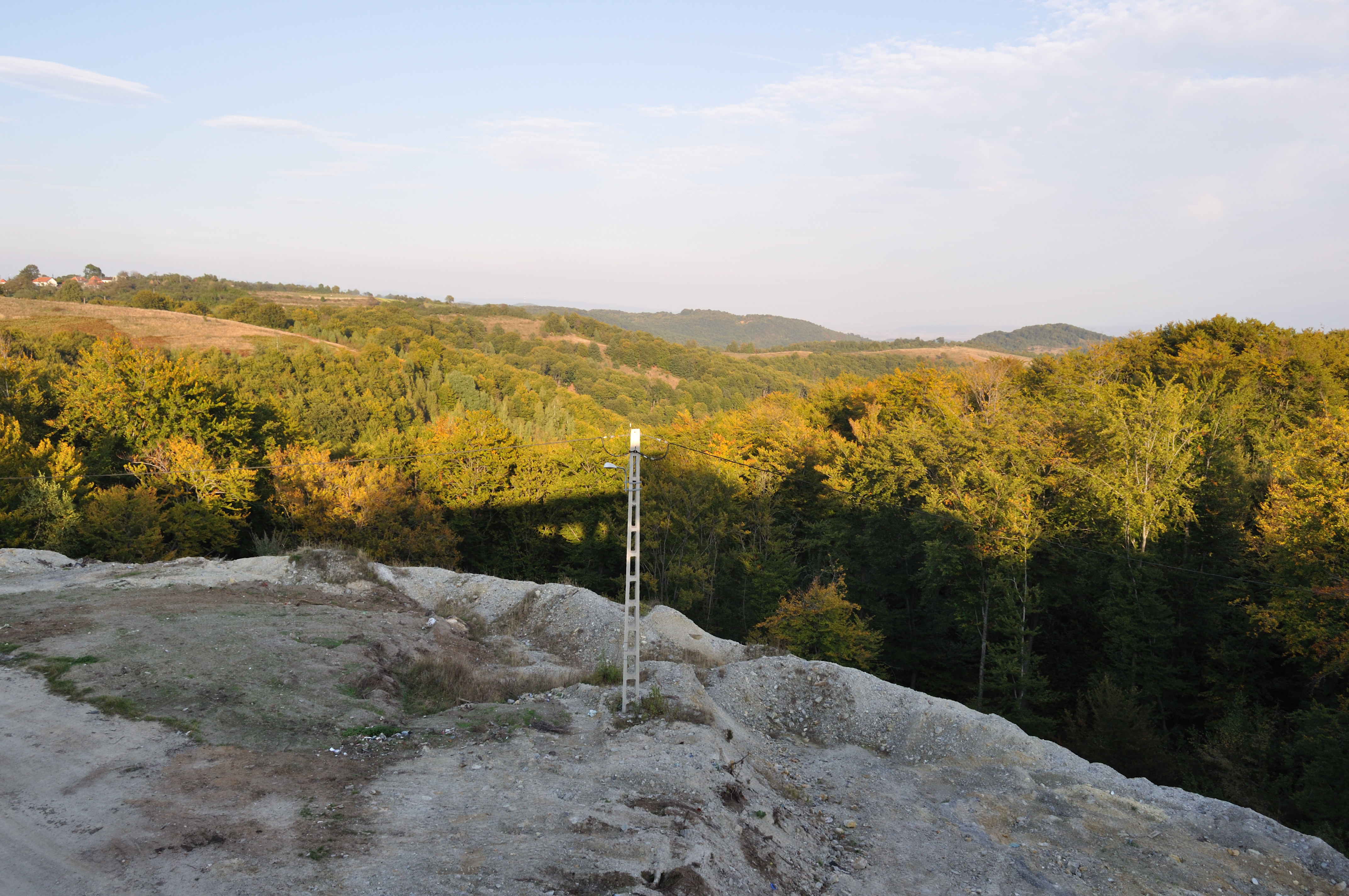
Panoramă
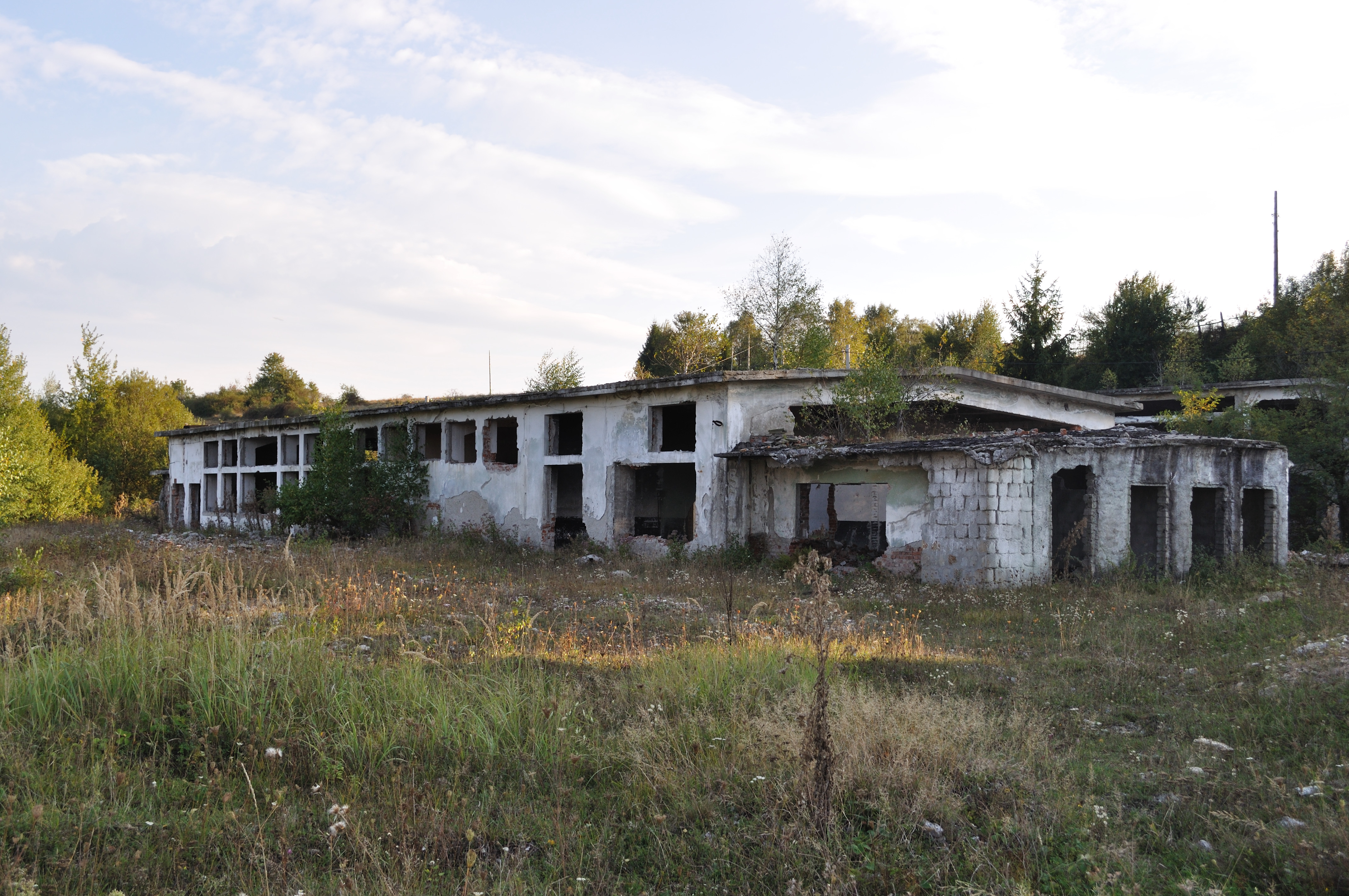
Corp administrativ în ruine
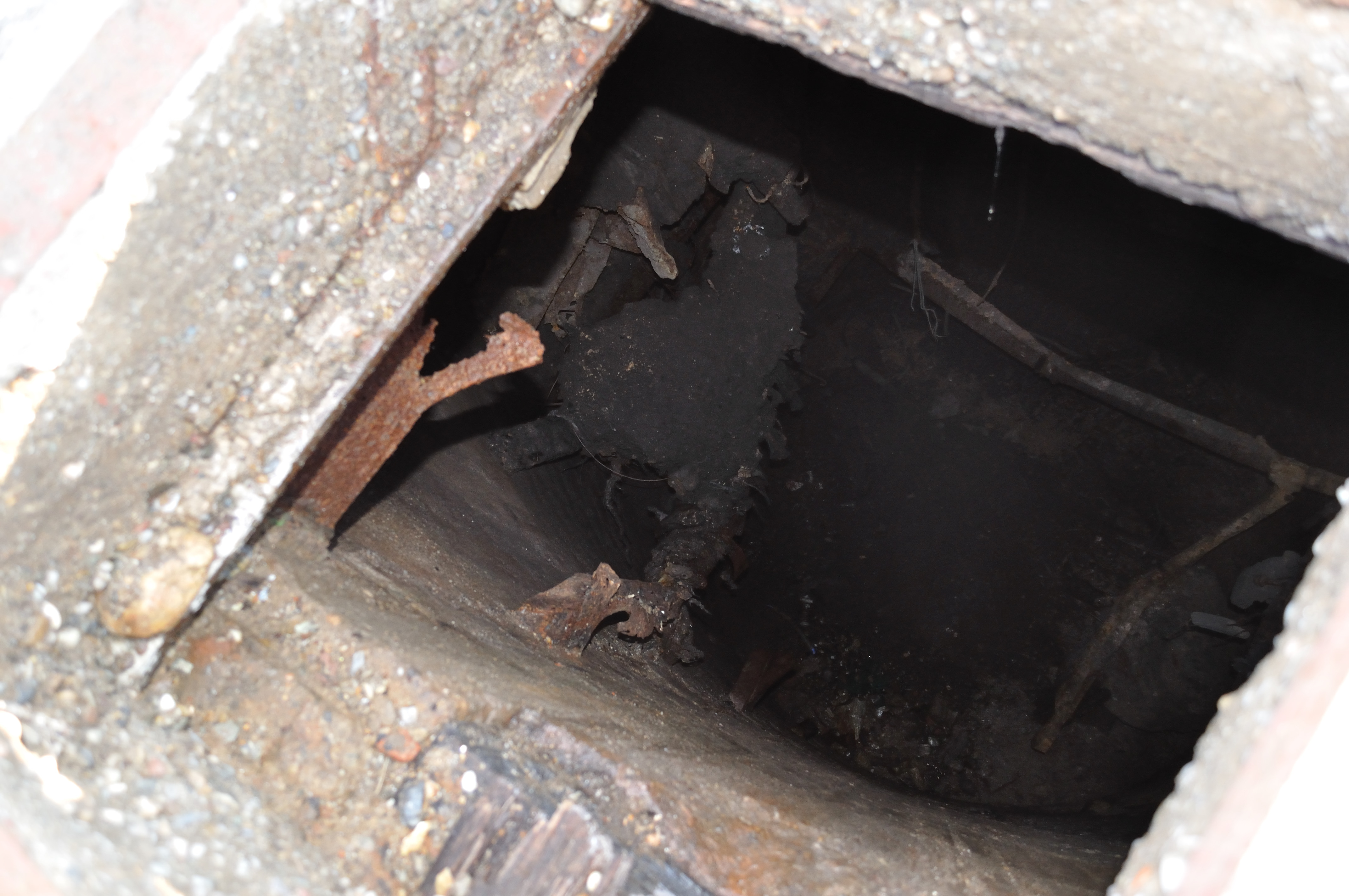
Puțul minei
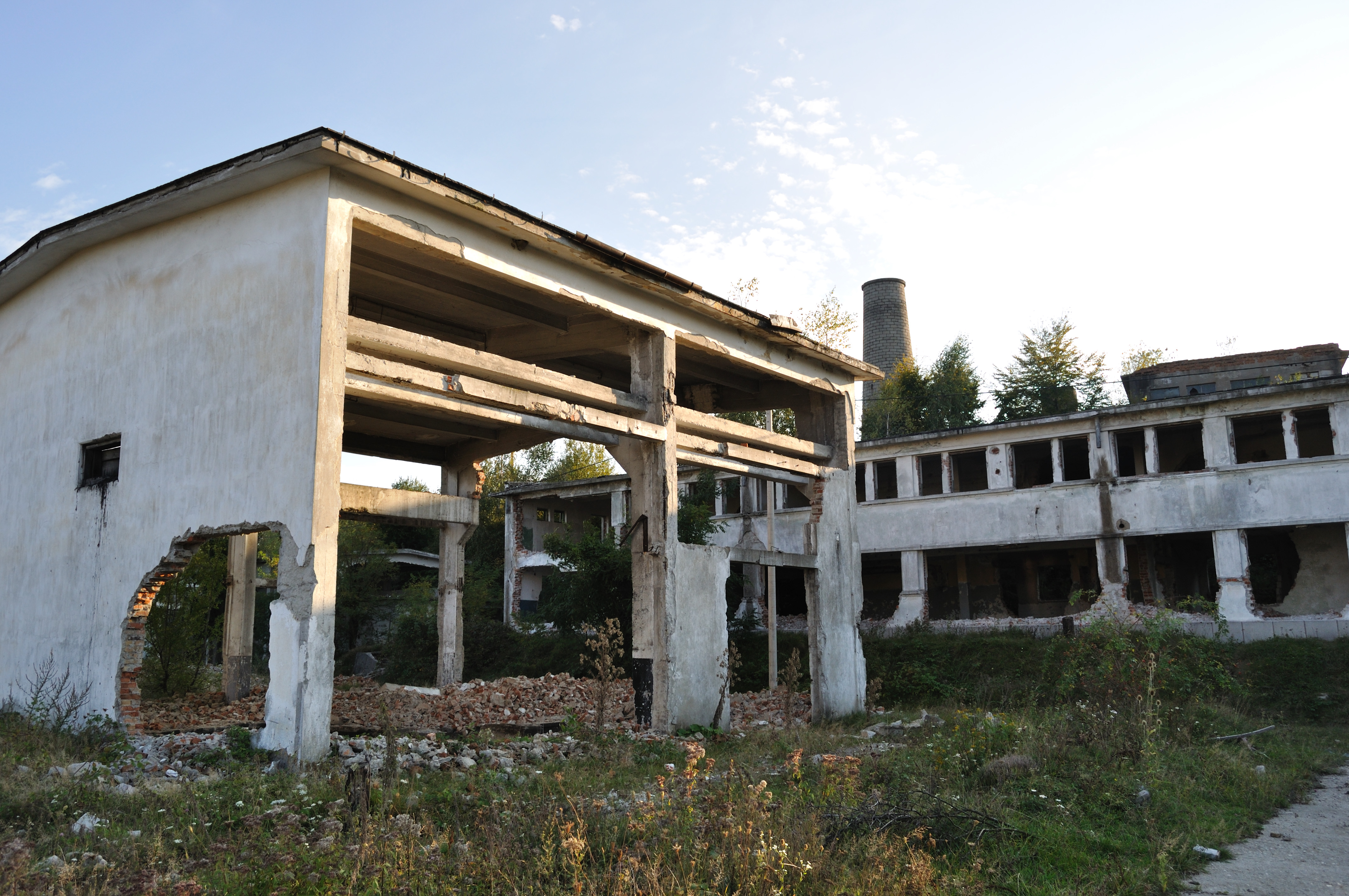
În fundal turnul de răcire al stației de compresoare
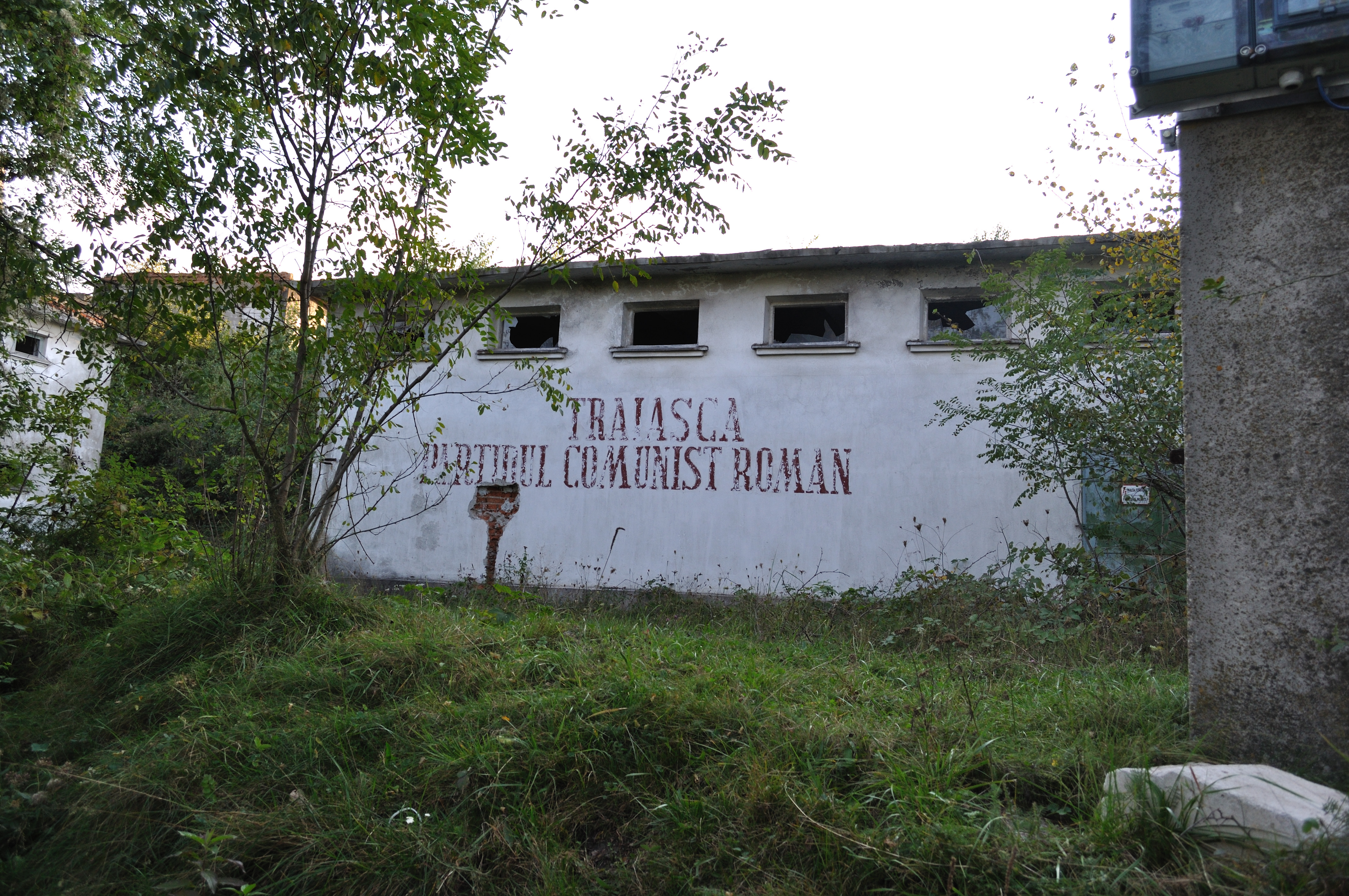
Stația de transformare
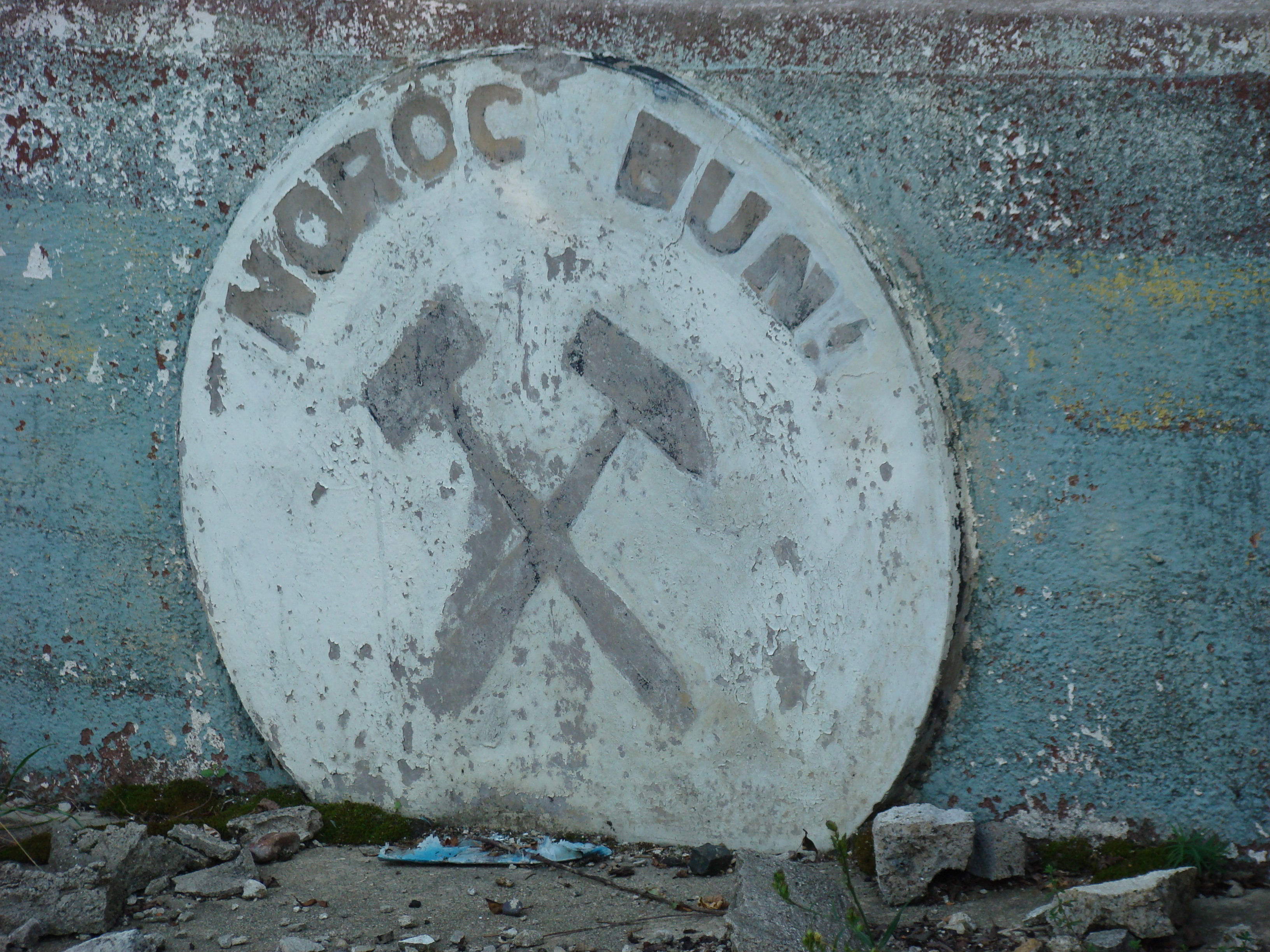
Slogan mineresc
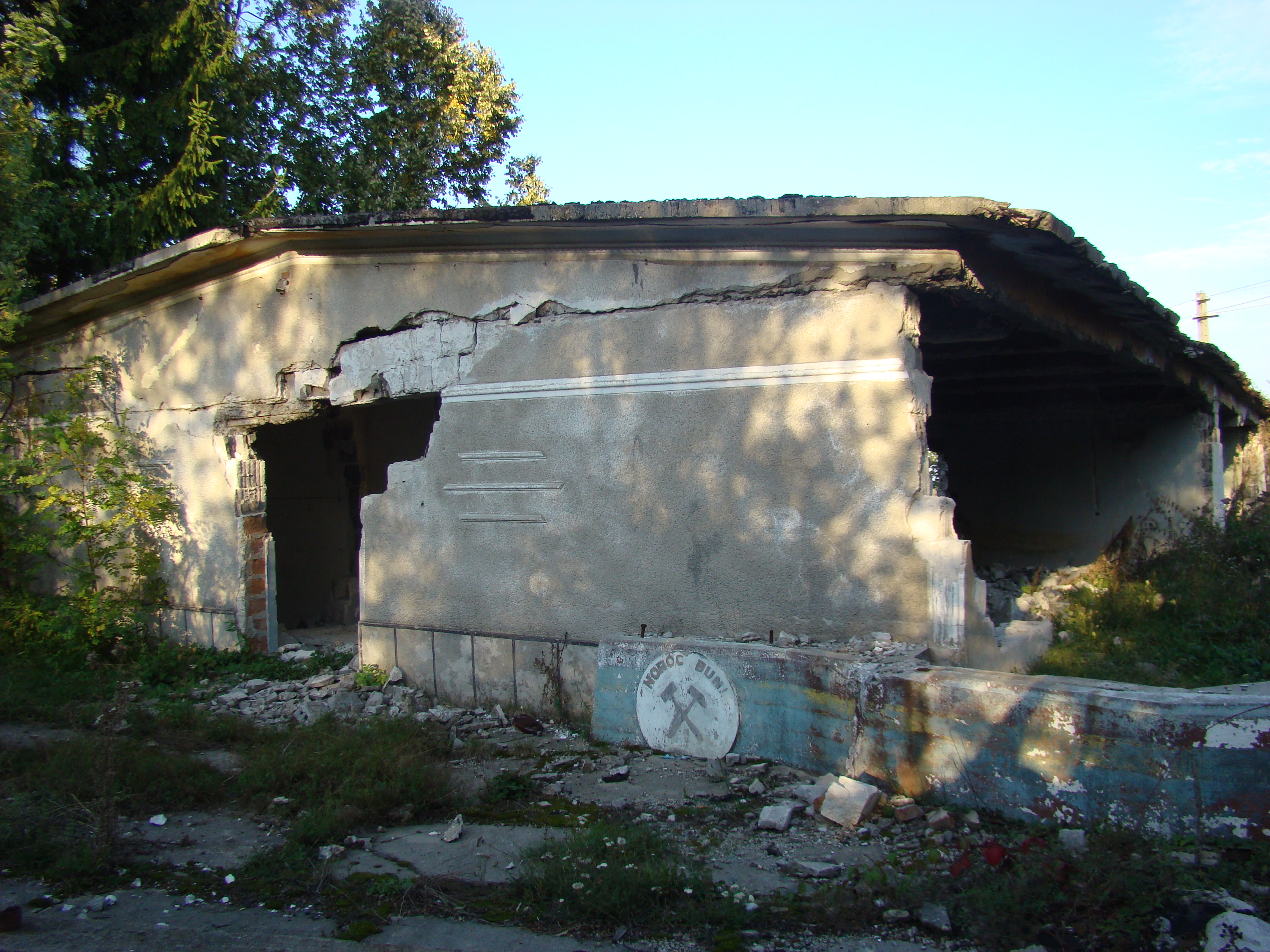
Birourile personal mină
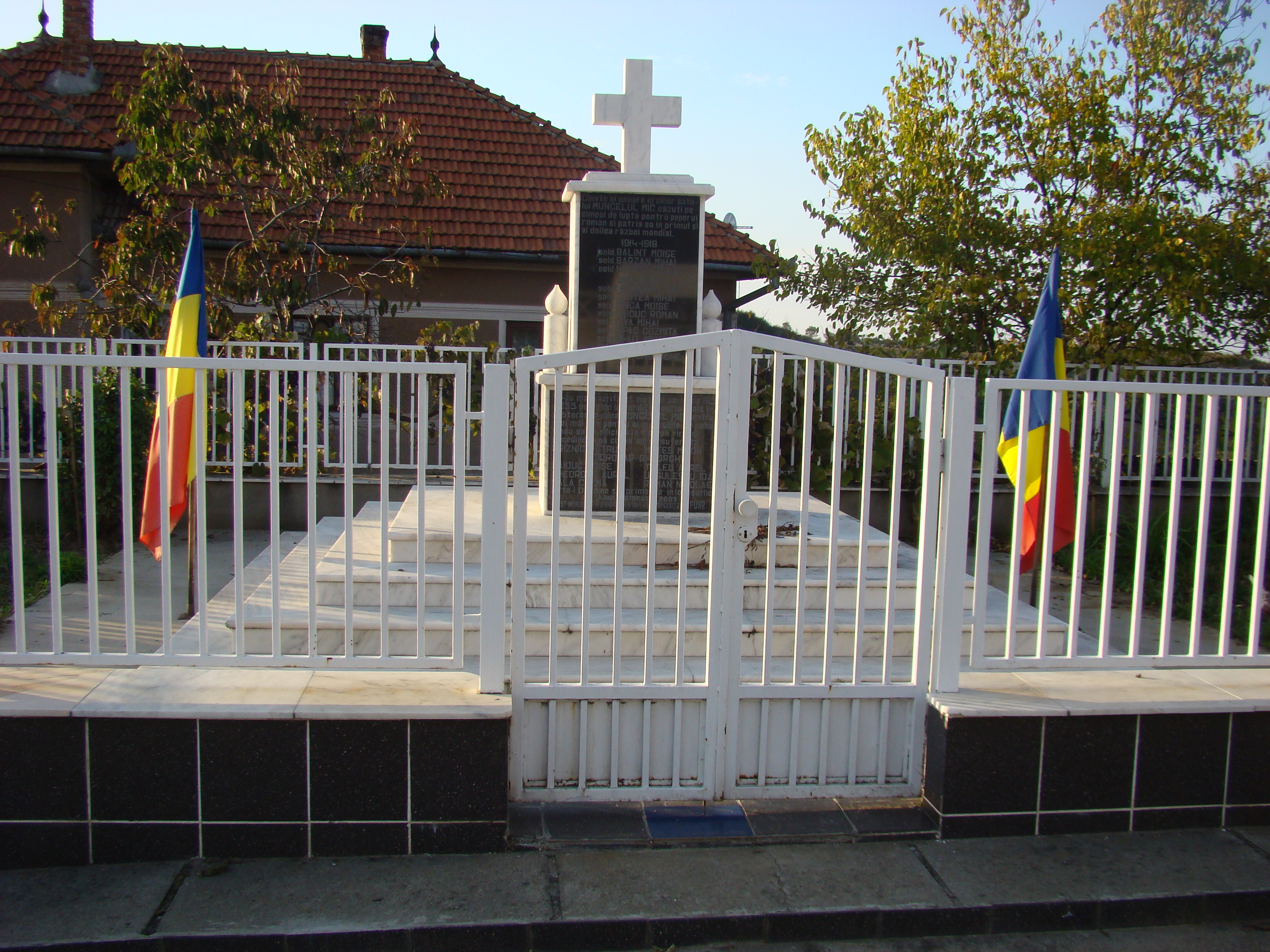
Monumentul eroilor
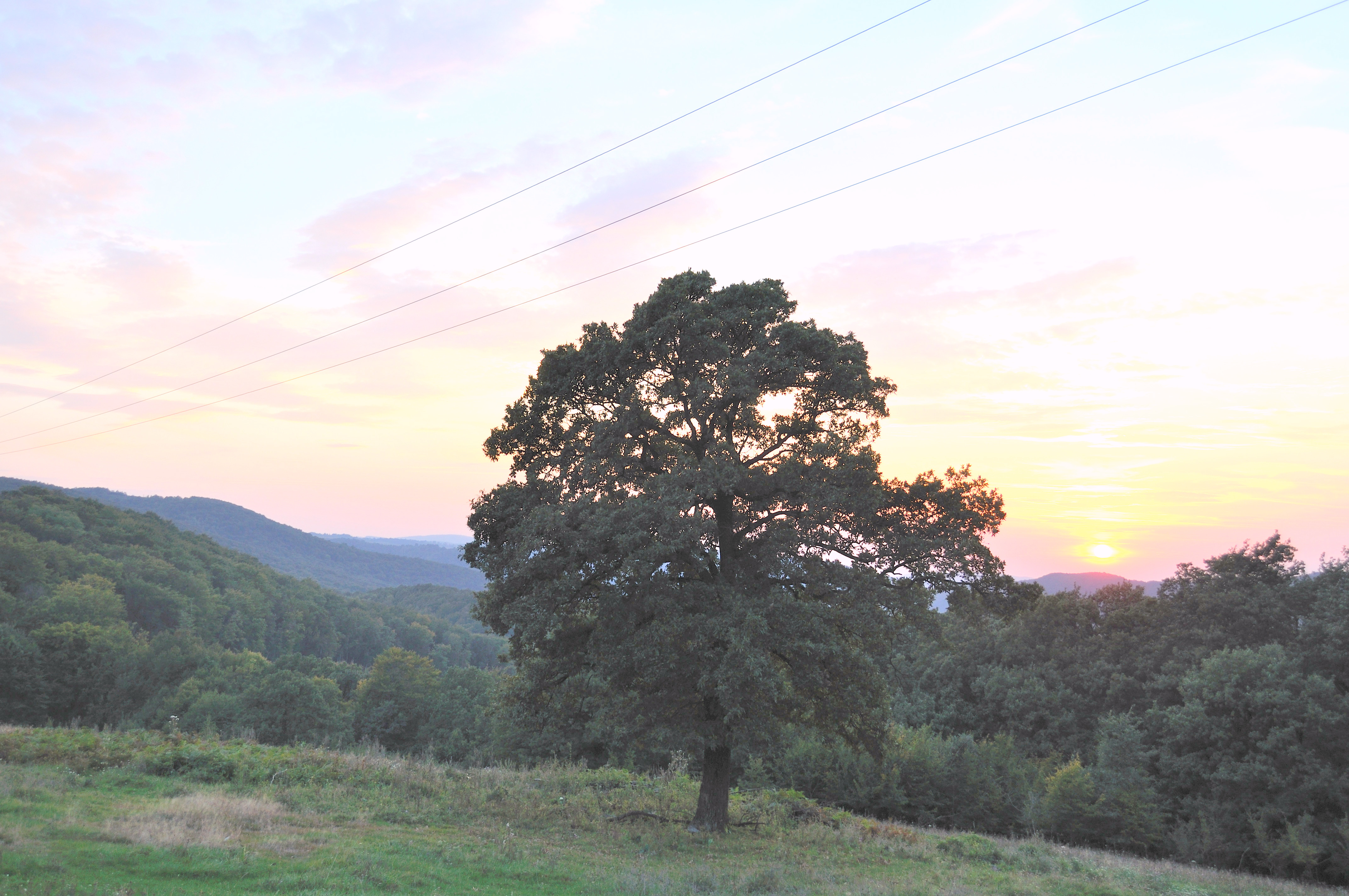
Peisaj
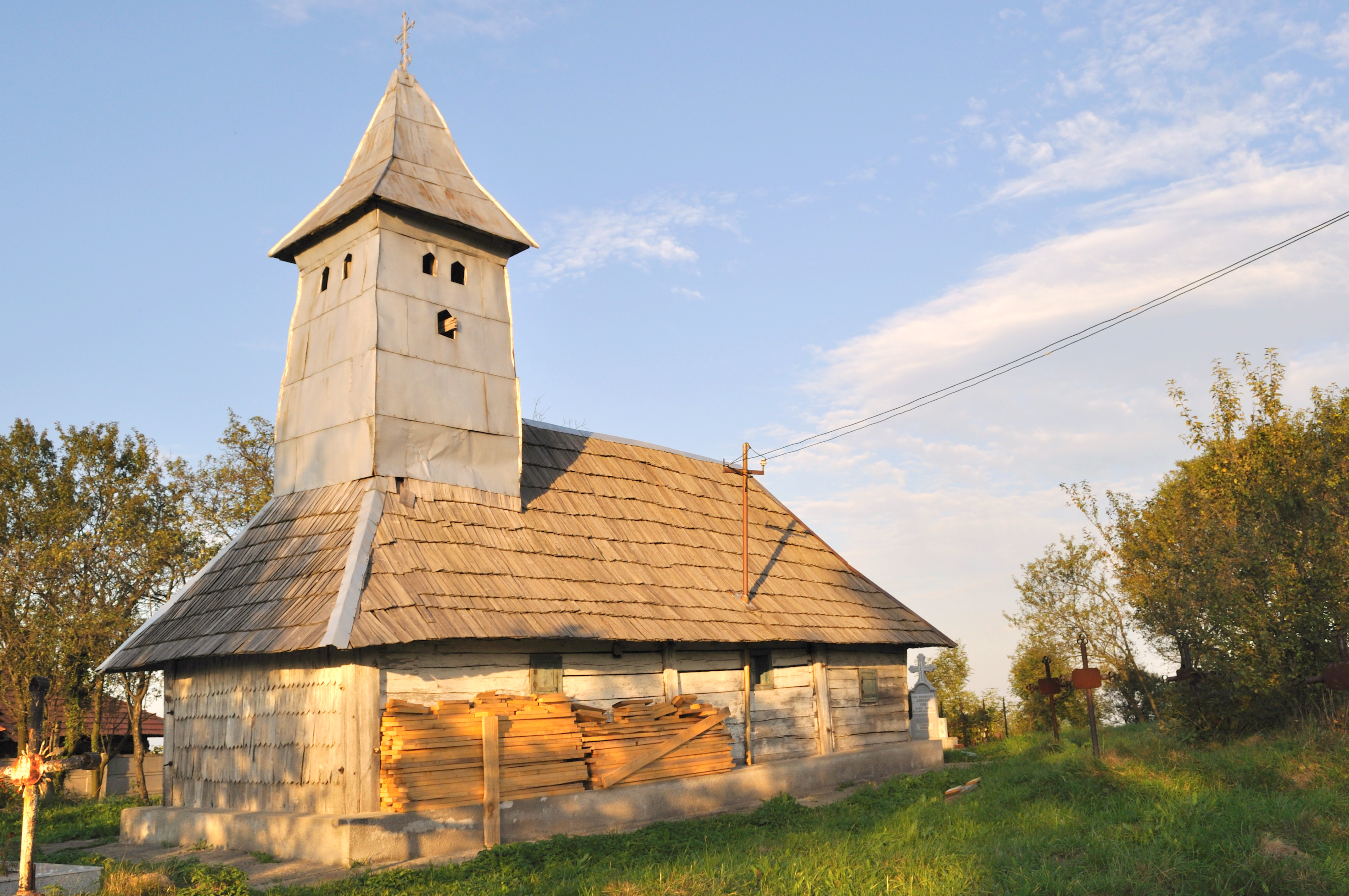
Biserica de lemn „Cuvioasa Paraschiva”